# Pseudocercospora nigricans
Pseudocercospora nigricans är en svampart som först beskrevs av Mordecai Cubitt Cooke, och fick sitt nu gällande namn av Deighton 1976. Pseudocercospora nigricans ingår i släktet Pseudocercospora och familjen Mycosphaerellaceae.   Inga underarter finns listade i Catalogue of Life.